# 蒋洪德
蒋洪德（1942年7月4日—2020年1月4日），湖南长沙人，叶轮机械与动力工程专家，中国工程院院士，现任清华大学教授、博士生导师。

## 經历
1965年，毕业于清华大学燃气轮机专业。1965年至1968年，在清华大学动力机械系燃气轮机专业攻读研究生。1968年至1978年，在山东青岛汽轮机长工作。1978年至2004年，在中国科学院工程热物理研究所工作。1981年，于中国科学院研究生院获硕士学位。1999年，当选中国工程院院士。2005年，任清华大学教授，直至逝世。